# Cantone di Merville
Il Cantone di Merville era una divisione amministrativa dell'arrondissement di Dunkerque.
È stato soppresso a seguito della riforma complessiva dei cantoni del 2014, che è entrata in vigore con le elezioni dipartimentali del 2015.
Comprendeva i comuni di:
- Le Doulieu
- Estaires
- La Gorgue
- Haverskerque
- Merville
- Neuf-Berquin